# Diplodina gonadipertha
Diplodina gonadipertha is een soort in de taxonomische indeling van de Myzozoa, een stam van microscopische parasitaire dieren. Het organisme komt uit het geslacht Diplodina en behoort tot de familie Urosporidae. Diplodina gonadipertha werd in 1923 ontdekt door Djakonov.